# Margot Bailet
Margot Bailet (ur. 25 lipca 1990 w Nicei) – francuska narciarka alpejska, specjalizująca się w konkurencjach szybkościowych.

## Kariera
Na arenie międzynarodowej Margot Bailet po raz pierwszy pojawiła się 13 grudnia 2005 roku w Bormio, gdzie w zawodach Citizen Race w gigancie zajęła 7. miejsce. W 2008 roku wystartowała na mistrzostwach świata juniorów w Formigal, gdzie zajęła 22. miejsce w zjeździe i 51. miejsce w supergigancie. Jeszcze dwukrotnie startowała na imprezach tego cyklu, najlepszy wynik osiągając podczas mistrzostw świata juniorów w Regionie Mont Blanc, gdzie była siódma w zjeździe.
W zawodach Pucharu Świata zadebiutowała 20 lutego 2009 roku w Tarvisio, zajmując 42. miejsce w superkombinacji. Pierwsze pucharowe punkty wywalczyła 18 grudnia 2009 roku w Val d’Isère, zajmując 24. miejsce w tej samej konkurencji. Najlepsze wyniki osiągała w sezonie 2014/2015, kiedy zajęła 47. miejsce w klasyfikacji generalnej, a w klasyfikacji superkombinacji była czwarta.
W 2011 roku wystartowała na mistrzostwach świata w Garmisch-Partenkirchen, gdzie zajęła 14. miejsce w superkombinacji oraz 25. miejsce w supergigancie. Podczas rozgrywanych cztery lata później mistrzostw świata w Vail/Beaver Creek, gdzie jej najlepszym wynikiem było 10. miejsce w superkombinacji.

## Osiągnięcia

### Mistrzostwa świata
| Miejsce | Dzień     | Rok  | Miejscowość       | Konkurencja     | Czas biegu  | Strata  | Zwyciężczyni    |
| ------- | --------- | ---- | ----------------- | --------------- | ----------- | ------- | --------------- |
| 25.     | 8 lutego  | 2011 | Ga-Pa             | Supergigant     | 1:23,82 min | +3,45 s | Elisabeth Görgl |
| 14.     | 11 lutego | 2011 | Ga-Pa             | Superkombinacja | 2:43,23 min | +3,02 s | Anna Fenninger  |
| 23.     | 3 lutego  | 2015 | Vail/Beaver Creek | Supergigant     | 1:10,29 min | +2,89 s | Anna Fenninger  |
| 21.     | 6 lutego  | 2015 | Vail/Beaver Creek | Zjazd           | 1:45,89 min | +2,18 s | Tina Maze       |
| 10.     | 9 lutego  | 2015 | Vail/Beaver Creek | Superkombinacja | 2:33,37 min | +3,22 s | Tina Maze       |

### Mistrzostwa świata juniorów
| Miejsce | Dzień       | Rok  | Miejscowość       | Konkurencja | Czas biegu  | Strata     | Zwyciężczyni        |
| ------- | ----------- | ---- | ----------------- | ----------- | ----------- | ---------- | ------------------- |
| 51.     | 23 lutego   | 2008 | Formigal          | Supergigant | 1:40,19 min | +6,12 s    | Viktoria Rebensburg |
| 22.     | 26 lutego   | 2008 | Formigal          | Zjazd       | 1:50,13 min | +4,11 s    | Ilka Štuhec         |
| DNF1    | 1 marca     | 2009 | Ga-Pa             | Slalom      | 1:42,07 min | -          | Denise Feierabend   |
| 32.     | 2 marca     | 2009 | Ga-Pa             | Gigant      | 2:45,81 min | +10,15 s   | Viktoria Rebensburg |
| DNF     | 4 marca     | 2009 | Ga-Pa             | Supergigant | 1:19,80 min | -          | Viktoria Rebensburg |
| 13.     | 6 marca     | 2009 | Ga-Pa             | Zjazd       | 1:19,60 min | +1,68 s    | Marine Gauthier     |
| 16.     | 31 stycznia | 2010 | Region Mont Blanc | Supergigant | 1:32,21 min | +1,40 s    | Marine Gauthier     |
| 33.     | 1 lutego    | 2010 | Region Mont Blanc | Slalom      | 1:34,47 min | +7,17 s    | Christina Geiger    |
| 7.      | 4 lutego    | 2010 | Region Mont Blanc | Zjazd       | 1:20,89 min | +1,37 s    | Jéromine Géroudet   |
| 20.     | 5 lutego    | 2010 | Region Mont Blanc | Gigant      | 1:38,34 min | +2,07 s    | Mona Løseth         |
| 10.     | 5 lutego    | 2010 | Region Mont Blanc | Kombinacja  | 38,85 pkt   | +47,57 pkt | Mona Løseth         |

### Puchar Świata

#### Miejsca w klasyfikacji generalnej
- sezon 2009/2010: 112.
- sezon 2010/2011: 72.
- sezon 2011/2012: 112.
- sezon 2012/2013: 87.
- sezon 2013/2014: 112.
- sezon 2014/2015: 47.

#### Miejsca na podium
Jak dotąd Bailet nie stanęła na podium zawodów PŚ.